# بیشهایم (آلمان)
بیشهایم (به آلمانی: Bischheim) یک شهر در آلمان است که در دنرسبرگکرایس واقع شده‌است. بیشهایم ۷۳۵ نفر جمعیت دارد.